# هاري هويل (لاعب هوكي الجليد)
هاري هويل (بالإنجليزية: Harry Howell)‏ (و. 1932  م) هو لاعب هوكي الجليد كندي، ولد في هاميلتون، مركز لعبه هو مدافع ‏. توفي يوم 9 مارس 2019.

## جوائز
حصل على جوائز منها:
- كأس ستانلي.

## روابط خارجية
- هاري هويل على موقع دوري الهوكي الوطني (الإنجليزية)
- هاري هويل على موقع EliteProspects.com (الإنجليزية)
- هاري هويل على موقع HockeyDB.com (الإنجليزية)
- هاري هويل على موقع Hockey-Reference.com (الإنجليزية)